# Lapemis
Lapemis är ett släkte av ormar som ingår i familjen giftsnokar och underfamiljen havsormar. Enligt The Reptile Database bör arterna infogas i släktet Hydrophis.
Arter enligt Catalogue of Life:
- Lapemis curtus
- Lapemis hardwickii